# 天順 (楊安児)
天順（てんじゅん）は、金代に楊安児が建てた私年号。1214年。

## 西暦との対照表
| 天順 | 元年   |
| 西暦 | 1214年 |
| 干支 | 甲戌   |